# Tallmyrtjärnen (Bergs socken, Jämtland)
Tallmyrtjärnen är en sjö i Bergs kommun i Jämtland och ingår i Indalsälvens huvudavrinningsområde.